# 佐藤泰志
佐藤 泰志（さとう やすし、1949年4月26日 - 1990年10月10日）は、日本の小説家。
北海道函館市高砂町（現・若松町）出身。國學院大學文学部哲学科卒業。芥川賞に計5回ノミネートされたが、受賞は逸したまま41歳で自死した。

## 経歴
1949年（昭和24年）4月26日、北海道函館市高砂町に父・佐藤省三、母・佐藤幸子の長男として生まれた。村上春樹と同年の生まれである。1965年4月、北海道函館西高等学校に入学。1966年、高校の文芸部誌に小説「退学処分」を発表、また「青春の記憶」を第4回有島青少年文芸賞に応募して優秀賞を受賞。翌年の第5回有島青少年文芸賞では、1967年10月の「第一次羽田闘争」に触発を受け、同年9月に函館西高で起こった防衛大学校入学説明会阻止闘争を題材とした「市街戦の中のジャズ・メン」で優秀賞を獲得する。しかし同作はその内容から、通常は入賞作品が掲載される『北海道新聞』に掲載されなかった。選考過程において選考委員の沢田誠一、小笠原克が当初から発刊を予定した北海道初の商業文芸誌『北方文芸』に「高校生作家の話題作」として載せることを企図したためで、後に「市街戦のジャズメン」と改題、加筆修正した上で発表された。
1970年（昭和45年）、二浪を経て國學院大學文学部哲学科に補欠合格して上京。高校時代の学友らと同人雑誌『黙示』を創刊。1971年、『黙示』を脱会して、友人たちと同人誌『立待』を創刊。1974年、國學院大學を卒業、友人らと同人誌『贋エスキモー』をガリ版刷りで創刊。同年、応募した短篇小説「颱風」が第39回文學界新人賞の候補に挙がる。1976年（昭和51年）、「深い夜から」で北方文芸賞・佳作を受賞。この頃から自律神経失調症に悩み始め、森田療法で勧められたランニングを開始する。1977年、『新潮』6月号に掲載された「移動動物園」が第9回新潮新人賞候補となる。1978年、長女が誕生。1979年12月9日、睡眠薬による自殺未遂を起こし入院。前年より入院中の1980年1月、長男が誕生。同年1月23日退院。
1981年（昭和56年）3月、母親の病気のために東京を去って函館に戻り、5月より北海道立函館高等職業訓練校（現在の函館高等技術専門学院）建築科に入学、大工になる訓練を受けていた。
1981年（昭和56年）末、「きみの鳥はうたえる」（雑誌『文藝』1981年9月号）が初の芥川龍之介賞（第86回）候補作となり、職業訓練校を中退。芥川賞の受賞は逸したものの、翌1982年3月、初めての単行本『きみの鳥はうたえる』を河出書房新社より刊行を機に、再上京して国分寺市日吉町に住まいを定め、作家生活に入る。1983年から文芸誌の新人賞の下読みと書評の仕事で生計を立てるようになる。この前後、『新潮』1982年10月号掲載の「空の青み」で二度目の芥川龍之介賞（第88回）候補、さらに同誌1983年6月号の「水晶の腕」が第89回芥川龍之介賞候補、『文學界』1983年9月号の「黄金の服」で第5回野間文芸新人賞候補および第90回芥川龍之介賞候補と立て続けに文学賞の候補作に挙がるが、いずれも受賞は得られず。1984年5月より、村上春樹の後任として、『日刊アルバイトニュース』にエッセイ「迷いは禁物」の連載を開始。次女誕生。翌1985年、「オーバー・フェンス」（『文學界』5月号）が第93回芥川龍之介賞の候補作として挙がる（通算5度目）。
1986年（昭和61年）、既発表の小説「もうひとつの朝」を『文學界』6月号に再発表して一部新聞に報じられた。アルコール依存傾向が悪化。1989年5月、初めての長篇小説『そこのみにて光輝く』（河出書房新社）で第2回三島由紀夫賞候補。同年1月、妹・由美が夫の転任先の北海道浦河町で急死。
1990年（平成2年）10月、遺作の一つとなった「虹」の原稿を『文學界』編集者に手渡した数日後、東京都国分寺市の自宅近くの植木畑で首を吊って自死。享年41。墓所は函館市東山墓園。

## 再評価
没後は全作品が絶版となっていたが、2007年（平成19年）、『佐藤泰志作品集』が図書出版クレインより発刊される。その収録作「海炭市叙景」を読んだ函館のミニシアター「函館シネマアイリス」支配人の菅原和博が中心となって、「市民映画」として制作した。菅原はその後も『そこのみにて光輝く』、「オーバー・フェンス」、『きみの鳥はうたえる』、「草の響き」も相次いで映画化した。稲塚秀孝によってドキュメンタリー映画『書くことの重さ 作家 佐藤泰志』も制作された。
2014年に『佐藤泰志 生の輝きを求めつづけた作家』（河出書房新社）を皮切りに、詩人・福間健二による作品論『佐藤泰志 そこに彼はいた』（河出書房新社）が出版された（関連文献欄参照）。元全国紙記者の中澤雄大は評伝執筆のために佐藤の妻・喜美子から手紙など資料1000点以上を預かり、10年以上の歳月をかけて佐藤の級友や恩師、同人誌仲間、親交があった福間健二、元恋人、担当編集者ら100名以上に取材し、600頁を超える大著『狂伝 佐藤泰志：無垢と修羅』（中央公論新社）を2022年に刊行した。
2022年12月には佐藤の短篇小説を原作とした映画『夜、鳥たちが啼く』が公開された。
佐藤の遺品の一部は1993年の開館を準備していた函館市文学館に寄贈されており、開館後は函館市ゆかりの文学者として直筆原稿や愛用の身の回り品などが常設展示されている。

## 著作リスト
佐藤泰志を著者とする商業出版された単行書を記す。

### 単行本（生前刊行）
- 『きみの鳥はうたえる』（1982年3月、河出書房新社、ISBN 9784309000794 のち河出文庫）
  - きみの鳥はうたえる （初出:『文藝』1981年9月号）
  - 草の響き （初出:『文藝』1979年7月号）
- 『そこのみにて光輝く』（1989年3月、河出書房新社、ISBN 9784309005522 のち河出文庫）
  - 第一部 そこのみにて光輝く （『文藝』1985年11月号）
  - 第二部 滴る陽のしずくにも （※書き下ろし）
- 『黄金の服』（1989年9月、河出書房新社、ISBN 9784309005829 のち小学館文庫）
  - 黄金の服 （初出:『文學界』1983年9月号）
  - オーバー・フェンス （初出:『文學界』1985年5月号）
  - 撃つ夏 （初出:『北方文芸』第14巻第2号（1981年））

### 単行本（没後刊行）
- 『移動動物園』（1991年2月、新潮社、ISBN 9784103795018 のち小学館文庫）
  - 移動動物園 （初出:『新潮』1977年6月号）
  - 空の青み （初出:『新潮』1982年10月号）
  - 水晶の腕 （初出:『新潮』1983年6月号）
- 『大きなハードルと小さなハードル』（1991年3月、河出書房新社、ISBN 9784309006765 のち文庫）
  - 美しい夏 （初出:『文藝』1984年6月号）
  - 野栗鼠 （初出:『文藝』1985年9月号）
  - 大きなハードルと小さなハードル （初出:『文藝』1987年特別号）
  - 納屋のように広い心 （初出:『文藝』1988年冬季号）
  - 裸者の夏 （初出:『群像』1989年5月号）
  - 鬼ガ島 （初出:『文藝』1985年3月号）
  - 夜、鳥たちが啼く （初出:『文藝』1989年冬季号）

- 『海炭市叙景』（1991年12月、集英社、ISBN 9784087728255 のち小学館文庫）
  - まだ若い廃墟
  - 青い空の下の海
  - この海岸に
  - 裂けた爪
  - 一滴のあこがれ
  - 夜の中の夜
  - 週末
  - 裸足
  - ここにある半島
  - まっとうな男
  - 大事なこと
  - ネコを抱いた婆さん
  - 夢みる力
  - 昴った夜
  - 黒い森
  - 衛生的生活
  - この日曜日
  - しずかな若者

- 『佐藤泰志作品集』（2007年10月、クレイン、ISBN 978-4-906681-28-0）
  - 海炭市叙景
  - 移動動物園
  - きみの鳥はうたえる
  - 黄金の服
  - 鬼ガ島
  - そこのみにて光輝く
  - 大きなハードルと小さなハードル
  - 納屋のように広い心
  - 僕は書きはじめるんだ （※詩）
  - 画家ティハニー （※同上）
  - 僕が行こうと思っていた村には （※同上）
  - 誰が悲しいだなんていった （※同上）
  - 僕の渡る多くの河 （※同上）
  - そこのみにて光輝く （※同上）
  - 函館の朝市 （※エッセイ）
  - 夢みる力 （※同上）
  - 書斎 （※同上）
  - 十年目の故郷 （※同上）
  - 青函連絡船のこと （※同上）
  - もうひとつの屋上 （※同上）
  - 背中ばかりなのです （※同上）
  - 星と蜜
  - 虹
  - （年譜、著作目録）

- 『もうひとつの朝 : 佐藤泰志初期作品集』（2011年5月、河出書房新社、ISBN 978-4-309-02038-9）
  - 市街戦のジャズメン
  - 奢りの夏
  - 兎
  - 犬
  - 遠き避暑地
  - 朝の微笑
  - 深い夜から
  - 光の樹
  - もうひとつの朝
  - ディトリッヒの夜

- 『光る道 : 佐藤泰志拾遺』（2021年11月、月曜社、ISBN 978-4-86503-122-5）
  - 青春の記憶
  - 退学処分
  - 贋の父親
  - 追悼
  - 留学生
  - 防空壕にて
  - 孔雀
  - 少年譜
  - 休暇
  - 颱風伝説
  - 画家ティハニー
  - 七月溺愛
  - 童話 : チエホフの夏
  - 箱
  - 光る道
  - 鳩
  - 防空壕のある庭
  - 風が洗う
  - 迷いは禁物（全56編）（※『日刊アルバイトニュース』に連載されたエッセイ。）

## 映像化された作品
映画
- 海炭市叙景（2010年） - 監督: 熊切和嘉、脚本: 宇治田隆史、音楽: ジム・オルーク、出演: 谷村美月、竹原ピストル、加瀬亮、小林薫 ほか.
- そこのみにて光輝く（2014年） - 監督: 呉 美保、脚本: 高田亮、出演: 綾野剛、池脇千鶴、菅田将暉、火野正平 ほか.
- オーバー・フェンス（2016年） - 監督: 山下敦弘、脚本: 高田亮、出演: オダギリジョー、蒼井優、松田翔太、満島真之介 ほか.
- きみの鳥はうたえる（2018年） - 監督: 三宅唱、出演: 柄本佑、石橋静河、染谷将太、萩原聖人 ほか.
- 草の響き（2021年） - 監督: 斎藤久志、脚本: 加瀬仁美、出演: 東出昌大、奈緒、室井滋 ほか.
- 夜、鳥たちが啼く（2022年） - 監督: 城定秀夫、脚本: 高田亮、出演: 山田裕貴、松本まりか ほか.

ドキュメンタリー映画
- 書くことの重さ 作家 佐藤泰志（2013年） - 監督: 稲塚秀孝、出演: 仲代達矢（語り） ほか.

## 関連文献
- 福間健二『佐藤泰志 : そこに彼はいた』河出書房新社、2014年12月。ISBN 978-4-309-02345-8。
- 成田清文『佐藤泰志をさがして : 「幻の作家」はいかにして復活したか？』言視舎、2021年7月。ISBN 978-4-86565-206-2。
- 中澤雄大『狂伝 佐藤泰志 : 無垢と修羅』中央公論新社、2022年4月。ISBN 978-4-12-005530-0。
- 福間健二 監修『佐藤泰志 : 生の輝きを求めつづけた作家』河出書房新社、2014年2月。ISBN 978-4-309-02261-1。
- 西堀滋樹, 田沢義公 編『きみの鳥はうたえる : 佐藤泰志追想集』佐藤泰志追想集を発行する会、1999年9月20日、134頁。 ※同人誌
- 佐藤泰志 著、北海道文学館 編『休暇 : 佐藤泰志未収録作品選 : 北海道文学館特別展「〈青春の記憶夢みる力〉佐藤泰志の場所」資料集』北海道立文学館、2016年4月、80頁。
- 北海道文学館 編『北海道文学大事典』北海道新聞社、1985年。 ※項目「佐藤泰志」は小松茂の担当執筆。
- “佐藤泰志〜函館ゆかりの人物伝”. 函館市文化・スポーツ振興財団 (2007年10月). 2023年3月21日閲覧。 ※『ステップアップ』（函館市文化・スポーツ振興財団 発行）Vol. 223（2007年10月号）掲載。
- 日本近代文学館編『日本近代文学大事典』(JapanKnowledge）※項目「佐藤泰志」は中澤雄大の担当執筆。